# Klaus Fetting
Klaus Fetting (* 22. Oktober 1938) ist ein ehemaliger deutscher Fußballspieler.

## Karriere
Fetting spielte in der Jugend von Rot-Weiss Essen, bevor er 1957 zu den Senioren wechselte. Der Defensivspieler debütierte unter Trainer Willi Multhaup in der Saison 1959/60 in der damals erstklassigen Fußball-Oberliga West. Die Elf aus Bergeborbeck belegte den sechsten Rang und die alten Meisterspieler Fritz Herkenrath, Heinz Wewers, Willi Vordenbäumen und Franz Islacker waren noch im Einsatz. In seinem zweiten Oberligajahr, 1960/61, stieg RWE aber in die 2. Liga West ab. Fetting hatte neben Neuzugang Otto Rehhagel in 29 Ligaeinsätzen zwei Tore erzielt. Es folgten im alten Ligensystem zwei Jahre in der 2. Liga West, wo Fetting insgesamt 46 Pflichtspiele absolvierte und drei Tore erzielte. Mit dem Start der Fußball-Bundesliga ab der Saison 1963/64 trugen die Rot-Weißen von der Hafenstraße ihre Rundenspiele in der Regionalliga West aus. Fetting kam unter Trainer Fred Harthaus in allen 38 Ligaspielen zum Einsatz und Stürmer Ekkehard Feigenspan erzielte in 37 Spielen 20 Tore. Fetting feierte seinen größten sportlichen Erfolg in der Saison 1965/66, als er mit seinen Mannschaftskameraden – Hermann Roß, Adolf Steinig, Werner Kik, Manfred Frankowski, Hans Dörre, Herbert Weinberg, Willi Koslowski, Helmut Littek, Heinz-Dieter Hasebrink, Willi Lippens, Ekkehard Feigenspan – unter Trainer Fritz Pliska den Aufstieg aus der Regionalliga in die Bundesliga erreichte. Zur Vizemeisterschaft in der Westregionalliga hatte er in 31 Spielen (1 Tor) beigetragen und in der erfolgreichen Aufstiegsrunde gegen FC St. Pauli, 1. FC Saarbrücken und den FC Schweinfurt 05 hatte er alle sechs Spiele bestritten.
In der Bundesligasaison 1966/67 kamen die Neuzugänge Peter Dietrich und Heinz Simmet als Neuzugänge nach Essen, aber RWE kam am Rundenende auf den letzten Platz und stieg direkt wieder in die Regionalliga ab. Fetting kam zu 28 Einsätzen in der Bundesliga. Umgehend gelang unter dem Trainerneuling Erich Ribbeck erneut als Vizemeister der Regionalliga der Einzug in die Bundesligaaufstiegsrunde 1968. Fetting hatte in allen 34 Punktspielen mitgewirkt und bestritt in der Aufstiegsrunde noch weitere sieben Spiele gegen die Konkurrenten Hertha BSC, SV Alsenborn, Göttingen 05 und FC Bayern Hof. RWE erreichte aber hinter dem Aufsteiger Hertha BSC nur den zweiten Platz. In der Saison 1968/69 gehörte er zwar noch dem Mannschaftskader an, kam aber zu keinem Einsatz mehr. Im Sommer 1969 beendete er seine Laufbahn.